# アルテミラ・ホールディングス
アルテミラ・ホールディングス株式会社は、東京都文京区に本社を置く日本のアルミニウム製品製造会社グループの持株会社である。

## 概要
アポロ・グローバル・マネジメントの関連会社として2020年に設立され、日本国内のアルミニウム関連事業の買収・統合を進めている。主に飲料用アルミ缶製造およびアルミ圧延品事業を展開する。

## 沿革

### 事業統合の経緯
2021年6月、米国の投資ファンドアポロ・グローバル・マネジメントの関連会社が設立したAlpha Japan Holdings株式会社（現在のアルテミラ・ホールディングス）が、昭和電工株式会社（現レゾナック・ホールディングス）から昭和アルミニウム缶株式会社とベトナムのHanacans JSCを買収した。
同年8月には昭和電工のアルミ圧延品事業を取得し堺アルミ株式会社を設立。2022年3月には三菱マテリアルグループのユニバーサル製缶株式会社を買収、4月には三菱アルミニウム株式会社の事業を承継しMAアルミニウム株式会社を設立した。
2022年7月、Alpha Japan Holdings株式会社をアルテミラ・ホールディングス株式会社に商号変更し、現在のグループ体制が確立された。

### 年表
- 2020年12月 - Alpha Japan Holdings株式会社設立
- 2021年6月 - 昭和電工から昭和アルミニウム缶株式会社を買収
- 2021年8月 - 堺アルミ株式会社設立
- 2022年3月 - ユニバーサル製缶株式会社買収
- 2022年4月 - MAアルミニウム株式会社設立
- 2022年7月 - アルテミラ・ホールディングス株式会社に商号変更
- 2025年6月 - グループ内再編を実施[2]

## 事業内容
グループ会社を通じて以下の事業を展開している：
- 飲料用アルミ缶の製造・販売
- アルミニウム圧延品の製造・販売

## グループ会社
- アルテミラ株式会社
- アルテミラ製缶株式会社
- 堺アルミ株式会社
- MAアルミニウム株式会社
- Hanacans Joint Stock Company（ベトナム）

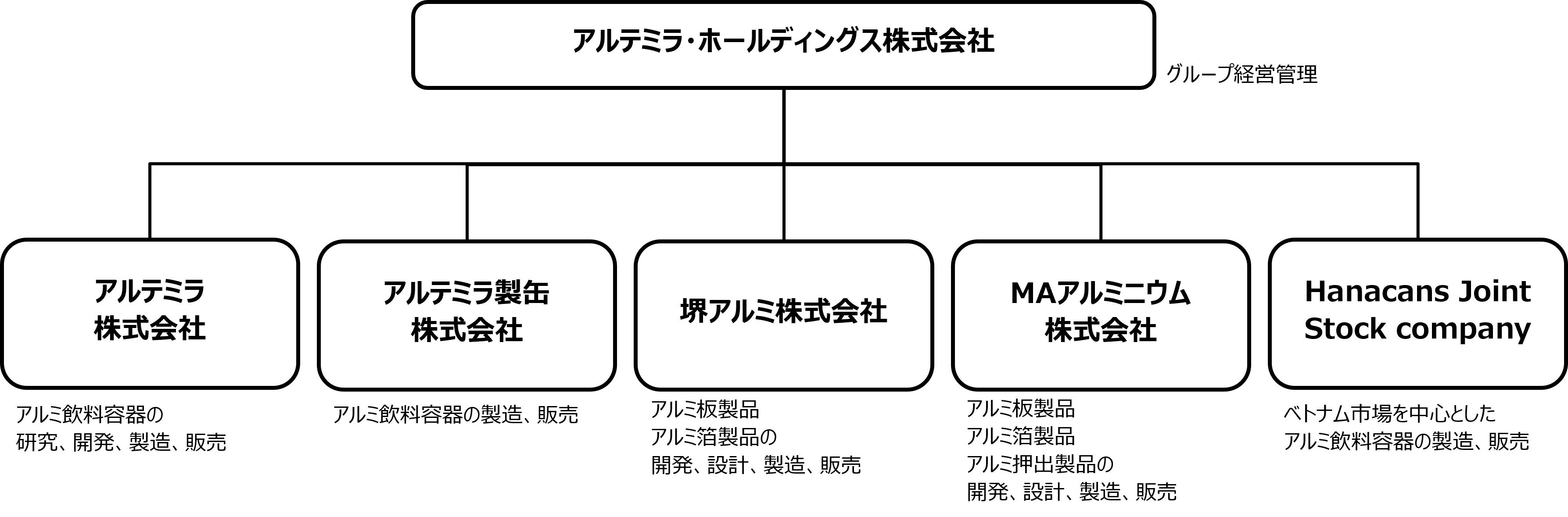
アルテミラグループの体制図